# Мейендорф, Александр Казимирович
Барон Александр Казимирович Мейендорф (Христофор Густав Александр; 25 марта 1798 — 12 января 1865) — действительный тайный советник, камергер, член совета Министерства финансов, писатель-экономист, геолог и путешественник из рода Мейендорфов.

## Военная служба
Происходил из рода титулованных остзейских аристократов из Лифляндии, выдвинувшихся на военной службе в правление Петра III — сын генерала от инфантерии Казимира Ивановича Мейендорфа (1749—1823) от брака его с Анной-Екатериной Фегезак (1771—1840). В семье было четыре сына: Казимир, Пётр, Егор и Александр. 
Получил блестящее образование. С 1 сентября 1812 года обучался в Институте корпуса инженеров путей сообщения, где 23 декабря 1813 года был произведён в прапорщики. Окончил институт в 1816 году в числе лучших выпускников и 6 марта того же года был переведён в свиту императора по квартирмейстерской части, а 12 августа 1817 года в гвардейский Генеральный штаб. 

В 1820 году Мейендорф, по приказу начальника Главного штаба и управляющего квартирмейстерскою частью князя П. M. Волконского, подвергся военному суду за дерзость, сказанную генерал-майору A. X. Бенкендорфу, но по ходатайству последнего был прощен императором. После этого Мейендорф подал просьбу об увольнении его в отставку. По этому поводу князь Волконский писал князю И. В. Васильчикову в 1821 году из Лайбаха: 
Я представил на благоусмотрение его величества просьбу штабс-капитана Гвардейского генерального штаба Мейендорфа 2-го об увольнении его в отставку. Его величество находит, что очень неделикатно с его стороны просить об увольнении после милости, оказанной ему вследствие военного суда, которому он подвергся; напротив, он должен бы был ревностью к службе доказать, что он не недостоин милостей, оказанных ему государем. Я буду ждать ответа вашего; я желал бы, чтобы вы его вразумили на этот счет; жаль было бы потерять в нем те способности, которые он высказывает; со временем может быть полезен отечеству, тогда как, оставив службу, он потеряет навсегда своё достоинство... Так как войска идут в поход, не время теперь выходить в отставку, и потому советую ему снова приняться за службу. Со временем я посмотрю, что можно будет сделать для перевода его в армию, как он того желает.
 Наконец, 2 февраля 1824 года Мейендорф был уволен от службы «за болезнью» (у него болела рука), получив при отставке чин полковника.

## Гражданская служба
В 1829 году вновь поступил на службу в Министерство финансов в подчинение к директору Департамента мануфактур и внутренней торговли Я. А. Дружинину. В звании камергера, с переименованием в коллежские советники, с 19 декабря 1829 года по 21 апреля 1830 года Мейендорф ездил в командировку в Московскую и Владимирскую губернии для обозрения фабрик. 9 августа 1829 года он был определен агентом Министерства финансов во Францию по части мануфактурной промышленности и торговли, и выполнял эти обязанности вплоть до 1842 года.
В 1836 г. барон А. К. Мейндорф состоял в чине действительнаго статскаго советника при Российском посольстве в Париже. В конце того же года, по просьбе ярославского помещика   Е. С. Карновича, А. К. Мейндорф организовал переезд семьи фламандцев из своего имения Клейн-Рооп под Ригой в Ярославскую губернию, для обучения крестьян европейскому опыту разведения и обработки льна.
В 1840—1841 годах по поручению Министерства финансов занимался изучением промышленности и торговли в центральной России. Командировка его совпала с геологическим путешествием по России знаменитого шотландского геолога Родерика Мурчисона в компании с французским палеонтологом Ф.-Э. Вернёлем. По просьбе Мейендорфа, обладавшего серьёзными познаниями в геологии, они присоединились к нему, но ненадолго: ученые цели не согласовались с практическими целями Мейендорфа, и они должны были разъединиться. К заслугам Мейендорфа можно отнести и то, что он заметил публикации молодого российского студента, обучавшегося в Берлинском университете, графа Кейзерлинга, привлёк его к участию в экспедиции на Север и способствовал дальнейшему продвижению учёного, ставшего в скором времени основоположником российской фундаментальной геологии.
В конце 1841 года Мейендорф был назначен членом Coвета министра финансов, 8 мая 1842 года председателем в Москве двух отделений Советов: Мануфактурного и Коммерческого. 23 апреля 1843 года назначен попечителем Первой и Второй рисовальной школы в Москве. Ему «пришлось управлять школами, не имея ни необходимых денег, ни подходящих людей, притом в эпоху, когда общие условия мало благоприятствовали правильному развитию художественно-промышленного образования. Понятно, что на его долю выпало не столько управлять, сколько быть управляемым теми течениями, которые его окружали». Справиться же с этими течениями Мейендорф не мог, потому что не отличался практичностью. В 1849 году он оставил своё попечительство и уехал на Кавказ, получив командировку по мануфактурным делам.
Принимал деятельное участие в основании Кавказского Общества сельского хозяйства. По проекту Мейендорфа, была устроена в залах Тифлисской гимназии первая выставка естественных и мануфактурных произведений края, открытая в марте 1850 года. По его же инициативе был приглашен обществом сортировщик табака и учреждена в Хони, Кутаисской губернии, табачная ярмарка; приглашен сортировщик шерсти и классификатор стада. Мейендорф заботился об улучшении разных отраслей хозяйства в крае, особенно о распространении культуры торговых и мануфактурных растений. — Иногда со страстью прожектёра. Так, он убедил кавказского наместника М. С. Воронцова предпринять очищение русла Куры для устройства пароходного сообщения от селения Мингегаур до Каспийского моря, и ещё только приступили к работам, уже заказал семена индиго в Елизаветполь — для разведения там и доставки товара в Тифлис по новому водному каналу.
В 1853 году получил чин тайного советника. В 1855, когда кавказским наместником стал Н. Н. Муравьёв-Карсский, вернулся в столицу.
Кавалер орденов Св. Анны II-й степени с короной, Св. Владимира III-й степени, Св. Станислава II-й степени со звездой. Член Главного управления училищ; первый вице-президент «Общества для поощрения лесного хозяйства»; член «Политико-экономического комитета при отделении статистики „Русского географического общества“»; почётный член «Общества любителей коммерческих знаний при Московской практической коммерческой академии».
В январе 1865 года, в Петербурге, в возрасте 66 лет, барон Мейендорф скончался.

## Литературная деятельность
Мейендорф занимался литературой по различным специальным вопросам, находившемся в связи с его служебного деятельностью. Свои статьи он печатал в Московском Телеграфе (статья «О промышленности в России», 1833, No 10, с. 181—196), в Земледельческом Журнале и в Журнале Овцеводства. Из отдельно изданных трудов его известны: «Опыт прикладной геологии преимущественно северного бассейна Европейской России» (1849) и — «Елисаветполь (Ганжа) и его окрестности. Отрывок из промышленного путешествия по Кавказу».
Был составителем (вместе с П. Зиновьевым) «Промышленной карты России» (1842).
Примечательно, что в «Советской исторической энциклопедии» (т. 9, M., 1966, стлб. 292) Александра Казимировича ошибочно назвали автором «Путешествия из Оренбурга в Бухару», в то время как автором был старший брат Александра — Егор Казимирович. Ошибка распространилась в некоторых научных изданиях.

## Личная жизнь
Барон Александр Мейендорф был тем самым офицером Генерального штаба, который в октябре 1820 года составил, по должности, донесение Его Императорскому Величеству, пребывавшему на конгрессе заграницей, о возмущении в Семёновском полку; доставил это донесение императору адъютант командира гвардейцев П. Я. Чаадаев. Доставил с задержкой. В результате Меттерних узнал о происшествии на 36 часов раньше, и Государь был очень недоволен. Отставка Чаадаева, бывшего любимца семёновского полка, наряду с расправой над самим полком и его офицерами, вызвала сильные пересуды в столице, — многие фамилии из са́мого высшего общества были так или иначе задеты. В такой ситуации гвардии штабс-капитан барон Мейендорф счёл за лучшее также попросить отставку. И хотя он получил её лишь в 1824 году, первым делом Александр Мейендорф договаривается с Чаадаевым о совместном проживании в Париже, — на квартире, снятой бароном. Дружба с Чаадаевым длилась до конца его дней: во время обыска в 1837 году у Чаадаева нашли письмо Мейендорфа, в котором он похвально отзывался о «Философических письмах». — У барона были некоторые неприятности по службе, за которые Чаадаев сильно переживал и извинялся.
Какое-то время барон Александр Мейендорф был вероятной партией А. А. Олениной, руки́ которой добивался и Пушкин, упоминается в её дневниках; в «приютинском альбоме» Олениной сохранился сочинённый бароном стишок: «И я в Приютине бывал,//И красных дней там наслаждался,//Анюту свет ещё не знал,//А я уж ею любовался…»

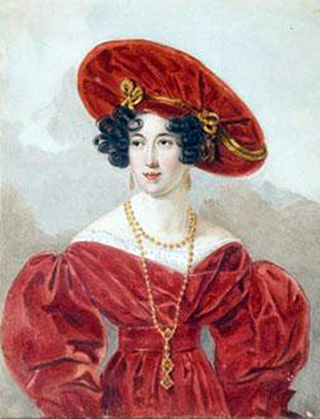
Елизавета Мейендорф

Жена (с 20 сентября 1825 года) — баронесса Елизавета Васильевна д’Оггер (1802—1873), одна из двух дочерей нидерландского посла в Петербурге, барона Вильгельма д’Оггера; по матери — внучатая племянница княгини Дашковой. Вместе с мужем входила в число петербургских знакомых Пушкина, их имена часто упоминаются в письмах П. А. Вяземского к А. И. Тургеневу. По отзыву современника, барон Мейендорф был человек «любезный и словоохотливый», жена его женщина «очаровательно веселая и оживляла любой салон», она «жила постоянно в Париже и, не удаляясь от высшего тамошнего общества, более принадлежала к кружку литераторов и артистов, и с успехом предавалась живописи». Графиня А. Д. Блудова в своих воспоминаниях за 1831 год дала такую характеристику Мейендорфу и его жене:
Они были довольно молоды, довольно привлекательной наружности; он, со всегда поднятой головой, comme s'il humait l'аіr (как если бы он втягивал воздух), с особенной походкой как-то немножко раскачиваясь, с добродушною улыбкою, с готовностью всякому протянуть руку помощи, если не дружбы. Любознательный, деятельный и веселый, он всюду собирал новости и щедро расточал их потом, не справляясь о их истине, так что никто, кажется, больше его не рассказывал небывальщины, хотя он не лгал и не выдумывал.  Он был добрый и приветливый до бесконечности... Баронесса Мейендорф была гораздо умнее мужа и одарена замечательным талантом живописи. Она была скорее дурна, нежели хороша; но черные, оживленные, смеющиеся глаза, роскошные волосы, уменье одеваться к лицу составляли все вместе наружность более привлекательную, нежели иной холодной и чопорной красавицы. Она имела большой успех в модном свете. Хотя отец её был голландец, однако, она была совершенно русская и по душе, и по воспитанию.
Должность агента Министерства финансов позволила Мейендорфу часто бывать заграницей, попутно проводя множество полезных или приятных встреч в различных европейских салонах и городах. Так, в 1829 году барон нанёс визит писателям Вальтеру Скотту и Альфреду де Виньи, в Веймаре неоднократно встречался с Гёте.
Болтливость Мейендорфа, на которую указывала графиня Блудова, а также и граф П. А. Валуев, дала повод С. А. Соболевскому написать на него несколько эпиграмм, отличающихся резкостью выражений. А. И. Герцен в своем дневнике называл Мейендорфа «милым типом важной глупости».